# Inchieste di Robbiano di Mediglia
Le inchieste di Robbiano di Mediglia sono documenti di inchiesta redatti dalle Brigate Rosse su avvenimenti politico-terroristici avvenuti negli anni 1969-1974, trovati il 15 ottobre 1974 in un covo brigatista a Robbiano, frazione di Mediglia, durante una perquisizione dei carabinieri guidati dal generale Carlo Alberto dalla Chiesa.
Il materiale, ritrovato durante una perquisizione nella quale rimase ucciso il maresciallo Felice Maritano, rimase a lungo semisconosciuto al pubblico fino a che la Commissione stragi non lo acquisí agli atti.

## Il ritrovamento

Felice Maritano

Il 15 ottobre 1974 i carabinieri scoprirono a Robbiano un covo delle Brigate Rosse. Durante l'irruzione l'appartamento venne trovato disabitato, tuttavia vi erano prove che fosse abitato, ossia che fosse quello che in gergo era chiamato un "covo caldo".
Venne quindi mantenuto il silenzio stampa ed i carabinieri approntarono un appostamento grazie al quale vennero catturati separatamente due brigatisti clandestini, Piero Bassi e Piero Bertolazzi. Un terzo brigatista che rientrava nell'edificio in piena notte si accorse dell'agguato. Ne scaturì un conflitto a fuoco, durante il quale il terrorista venne ferito, mentre il maresciallo dei carabinieri Felice Maritano rimase ucciso. Il brigatista ferito sarà identificato come Roberto Ognibene solo alcuni giorni dopo, in seguito al suo riconoscimento da parte del padre sulle fotografie apparse sui giornali. Nel covo vennero scoperti importanti documenti e le analisi di vari atti di terrorismo compiuti da altre organizzazioni.

## Analisi della documentazione

### Il materiale
Il materiale consisteva in 205 reperti, elencati in un processo verbale di sequestro redatto dal Nucleo Speciale di Polizia Giudiziaria del Comando della Prima Brigata dei Carabinieri di Torino, in data 25 ottobre 1974. Tali reperti erano stati depositati in un primo tempo presso il Raggruppamento Operativo Speciale (ROS) dei Carabinieri di Torino. Il materiale sequestrato a Robbiano, dopo altri passaggi, fu depositato in data 24 gennaio 1980 - assieme a numerosi altri reperti provenienti da sequestri operati in altri covi brigatisti - presso l'Ufficio corpi di reato del Tribunale di Torino.
Una parte dei plichi fu successivamente ritirata in data 15 marzo 1980 dal Nucleo Operativo dei carabinieri di Torino: ciò in base ad una ordinanza in pari data del giudice istruttore Giancarlo Caselli, il quale aderiva alla richiesta, avanzata da un altro magistrato, di visionare i reperti per necessità di indagine.
Dal carteggio acquisito dalla Commissione risulta chiaramente che i reperti in questione dovevano rimanere in custodia al Reparto Operativo "per il tempo necessario alla consultazione" da parte del giudice. I reperti non risultano però essere stati restituiti all'ufficio Corpi di reato del Tribunale, il quale custodisce attualmente solo un plico (il n. 22) contenente i reperti nn. 202, 203, 204 e 205, consistenti in 7 audiocassette C60 ed un nastro magnetico a bobina aperta.
Nel 1992 il materiale venne distrutto a seguito di ordinanza emessa il 13 ottobre di quell'anno dalla Corte di Assise di Torino. Tuttavia nelle audizioni della Commissione stragi, presieduta dal senatore Pellegrino, furono accertati elementi degni di indagine particolare sulla scomparsa e la distruzione del materiale, e vi furono specifiche interrogazioni parlamentari da parte di membri della Commissione. La commissione si impegnò per ottenere in esame il materiale. Una parte del materiale poté essere acquisito in maniera indiretta, tramite copie inviate dall'archivio principale a varie sedi di indagini e processi. Di tale materiale esistono, presso la Commissione, sia l'elenco dei reperti sequestrati nel 1974, sia l'elenco di ciò che la Commissione poté reperire. Lo stesso organo collegiale criticò in vario modo la gestione dei reperti. Furono espresse perplessità sulla modalità della possibile distruzione. La distruzione non venne verbalizzata in modo specifico, quindi non fu accertata. Vennero inoltre espressi dubbi sul fatto che documenti così importanti della maggiore organizzazione terroristica italiana fossero conservati in una copia singola. Fu criticato anche il fatto che i documenti non fossero stati messi a disposizione dei vari magistrati che si occupavano dei fatti interessati. Il principale se non unico esame globale dei reperti furono le indagini della Commissione.
Un elenco completo dei reperti oggetto del sequestro è stato acquisito agli atti del processo condotto a Torino contro i brigatisti del cosiddetto "gruppo storico" (Renato Curcio, Alberto Franceschini, Margherita Cagol, Alfredo Buonavita, Pietro Bertolazzi ed altri). La Commissione stragi ne ha poi acquisito copia.

### L'inventario dei documenti
La Commissione Stragi ha avuto in un primo tempo solo l'elenco dei documenti, e solo con grande difficoltà è riuscita ad ottenere il contenuto di alcuni fascicoli, invece che di tutti.
Vi sono state interpellanze parlamentari di membri della Commissione Stragi, i quali, ritenendo che i documenti fossero indispensabili al lavoro della Commissione stessa e fossero custoditi in "Archivi riservati", hanno chiesto al Governo che venissero messi a disposizione della Commissione.
Dalla relazione della Commissione stragi (seduta 8 giugno 2000) si leggono i titoli di alcuni dei documenti delle BR trovati a Robbiano di Mediglia. Non è noto se tali fascicoli siano stati messi a disposizione della Commissione da parte del Governo:
- un'intervista-interrogatorio su audiocassetta, a cui fu sottoposto, da parte di militanti o fiancheggiatori delle Brigate Rosse, il professor Liliano Paolucci, cioè la persona che subito dopo la strage di Piazza Fontana, in modo del tutto casuale, aveva raccolto le confidenze di Cornelio Rolandi, il principale teste a carico di Pietro Valpreda;
- interrogatori-interviste di alcuni dirigenti del circolo anarchico Ponte della Ghisolfa di Milano, al quale apparteneva Giuseppe Pinelli e dal quale era stato espulso Pietro Valpreda;
- una relazione dalla quale risultava che Giuseppe Pinelli, l'anarchico morto dopo essere precipitato dalla finestra della questura di Milano nella notte del 15 dicembre 1969, in realtà si era suicidato perché era rimasto involontariamente coinvolto nel traffico di esplosivo poi utilizzato per la strage;
- otto pagine ciclostilate relative all'omicidio del commissario Calabresi[5]

In base agli esiti della "controinchiesta", anche secondo quanto rivelato da alcuni ex brigatisti, le Brigate Rosse conclusero che l'attentato di piazza Fontana sarebbe stato opera degli anarchici e, per una valutazione politica, decisero di non divulgare il contenuto della "controinchiesta";

## Il contenuto
I documenti riguardavano inchieste delle BR su alcuni fatti di quegli anni, come la strage di piazza Fontana, la morte di Giuseppe Pinelli, la morte dell'editore Giangiacomo Feltrinelli e sull'omicidio Calabresi.
La Commissione Stragi accertò che le controinchieste avevano raggiunto talvolta risultati difformi dall'informazione ufficiale del tempo. Sulle controinchieste vi fu una lunga deposizione alla Commissione Stragi da uno degli ex-capi storico delle BR, Alberto Franceschini.

### L'attentato di Piazza Fontana
La Commissione Stragi accertò che sulla strage di Piazza Fontana la controinchiesta delle BR arrivò alla conclusione che la strage fu opera di una collaborazione tra anarchici, fascisti e servizi segreti.
Il 10 gennaio 1991 un pentito delle BR, Michele Galati, riassunse i risultati della controinchiesta sulla strage di Piazza Fontana al giudice istruttore di Venezia. Il pentito affermò davanti al giudice che la controinchiesta era arrivata alla conclusione che materialmente l'ordigno era stato posto nella banca da anarchici, che pensavano di attuare un attentato dimostrativo; timer ed esplosivo erano stati messi a disposizione da una cellula nera. I risultati della controinchiesta su piazza Fontana furono tenuti riservati, secondo Galati, perché concludeva che l'anarchico che aveva collocato la bomba era morto suicida perché sconvolto. L'inchiesta delle Br, secondo il racconto di Galati, concluse che la strage avvenne per un errore nella valutazione dell'orario di chiusura della banca.

Nel settembre 1992, anche l'allora segretario del PSI, Bettino Craxi fece affermazioni analoghe.

### La morte di Gian Giacomo Feltrinelli
La Commissione Stragi accertò che la controinchiesta ebbe come elemento centrale l'interrogatorio di uno degli accompagnatori di Giangiacomo Feltrinelli in un attentato al traliccio elettrico di Segrate, ove l'editore milanese perse la vita. Il soggetto in questione era tale Ernesto Grassi chiamato con nome di battaglia "Gunter" (talvolta "Gunther") fu registrato su nastro magnetico, trovato anch'esso a Robbiano di Mediglia. In esso Grassi affermava:
La stessa persona diede una intervista al settimanale L'Espresso, sostanzialmente coincidente. Durante una trasmissione curata da Sergio Zavoli, La notte della Repubblica, una parte del testo di quella registrazione fu trasmessa.

### Il rapimento di Carlo Saronio
Nei documenti emerse anche alcune informazione relative al rapimento di Carlo Saronio, ove oltre al coinvolgimento di alcuni criminali comuni e di alcuni soggetti appartenenti al "Fronte Armato Rivoluzionario Operaio" emergerebbe anche il ruolo del Servizio Informazioni Difesa, coinvolto nel contrasto ad alcune organizzazioni eversive di sinistra, come "Potere Operaio".